# ドラゴンエイジピュア
『ドラゴンエイジピュア』（Dragon Age Pure）は、富士見書房が2009年まで発行（角川グループパブリッシング発売）していた日本の漫画雑誌。『月刊ドラゴンエイジ』増刊。

## 概要
2006年1月30日発刊。当初は季刊ペースで刊行されていたが、2007年4月20日発売のVol.4より隔月刊化。2009年2月20日発売のVol.15を以て廃刊し、一部の連載作品は『ドラゴンエイジ』本誌へ移籍した。
同社刊・富士見ファンタジア文庫や富士見ミステリー文庫の作品で挿し絵を担当しているイラストレーター本人が作画を担当する漫画作品の掲載が大きな売りとなっていた。

## 主な連載作品

### 漫画

#### 月刊ドラゴンエイジへ移籍
- 異国迷路のクロワーゼ（武田日向）
- クリムゾングレイヴ（三宅大志）
- 鋼殻のレギオス（原作：雨木シュウスケ 作画：深遊）
- 鋼殻のレギオスの4コマ フェリの詩（うた）（原作：雨木シュウスケ 作画：双葉ますみ キャラクター原案：深遊）
- 生徒会の一存（原作：葵せきな 作画：10mo キャラクター原案：狗神煌）
- てつなぎこおに。（蒼樹うめ）
- bee-be-beat it! びーびーびーといっと! -天神学園浪漫あるばむ-（原案：いとうのいぢ 原作：神野正樹 作画：ほんだありま）
- マケン姫っ! -MAKEN-KI!-（武田弘光）
- メイのないしょ -make miracle-（日下皓）
- ラズベリーフィールドの魔女（宮城とおこ）

#### 本誌で完結
- 明日の君と逢うために（原作：Purple software 作画：恩田チロ）
- @ホーム 〜姉妹たちの想い〜（髙木信孝）
- 乙女のいろは!（未影）
- オリハルコン・レイカル（綱島志朗）
- Garden -1st flush-（原作：CUFFS 作画：神楽坂なぐ）
- キラ☆キラ（原作：OVERDRIVE 作画：上田キク）
- きると 〜リプル島は恋の騒ぎ〜（原案：CLOVER 原作：かえで透 作画：水谷悠珠）
- 殺×愛 -きるらぶ-（原作：風見周 作画：G・むにょ）
- CLANNAD -tomoyo dearest-（原作：Key 作画：住吉文子）
- THE CINDERELLA SHOES（宇河弘樹）
- 七人の武器屋 1/7（原作：大楽絢太 作画：今野隼史）
- SHI-NO -シノ-（原作：上月雨音 作画：東条さかな）
- ソード・ワールド ぺらぺらーず（原作：グループSNE・藤澤さなえ 作画：かわく）
- 太陽のミコト（恩田チロ）
- D.C. 〜ダ・カーポ〜 the Origin（原作：CIRCUS 作画：黒井みめい）
- ドールズ・ガール
- 智代アフター -Dear Shining Memories-（原作：Key 作画：住吉文子）
- どき♥ドキ信玄ちゃんねる★（神楽坂なぐ）
- 姫の泪は止まらない（秋月亮）
- にら☆つま marriage to demon?（大内たか道）
- バンソウコウの誘惑（椿あす）
- ホントの想いは笑顔の向こう側に Kanon -each regret of kanon-（原作：Key 作画：霜月絹鯊）
- みつけて!シャドウ・ドロップス（かわく）
- MUNTO -ユメミぱらどっくす-
- メイドをねらえ! 〜中林校長の野望〜（原作：まっつー 作画：椿あす）
- 有限会社コボルト私立探偵社（龍牙翔）
- るーむ! ROOM NO.1301（原作：新井輝 作画：さっち）

### 小説
- 学校妖怪紀行 第八怪談募集中（作：竜騎士07、画：西E田）
- bee-be-beat it! びーびーびーといっと!（ノベル版）（原案：いとうのいぢ 作：神野正樹 イラスト：こぶいち・むりりん）

### コラム
- ☆画っぷり（☆画野朗）

## 主な読切作品
- すぱすぱ 〜もう一人の許婚〜（三宅大志 / Vol.1掲載）
- トップをねらえ2!（原作：GAINAX 作画：茜虎徹 / Vol.2掲載、以後ドラゴンエイジ本誌に移り2006年9月号から11月号まで3話を連載）
- 放課後トロイメライ（原作：壱条寺かるた 作画：日吉丸晃 / Vol.11掲載）